# Fermín Gonzalo Morón
Fermín Gonzalo Morón y Tirado (Alberique, 29 de septiembre de 1816-Valencia, 26 de octubre de 1871) fue un abogado, historiador, escritor, crítico literario, periodista y político español.

## Biografía
Aunque se le supone nacido en Almaluez, provincia de Soria, lugar natal de su padre Alfonso Gonzalo Morón, nació en realidad en Alberique, provincia de Valencia como escribió él mismo, lugar donde su padre era alcalde mayor desde 1816. Este era un abogado hijo de labradores acaudalados, casado con la hija de un hidalgo de Caracena, Manuela Tirado y Renedo. Su tío paterno fue Fermín Morón, un médico de gran fama en Madrid, por el cual le pusieron su nombre. El padre, por su parte, estudió derecho en Madrid y algunos idiomas antiguos y modernos, pero a instancias de su hermano fue nombrado alcalde de Navalmoral de Pusa (Toledo) en 1805. Liberal muy moderado, en 1821 fue nombrado juez de primera instancia en Manresa. Tras ser condenado a muerte por proteger a un sacerdote absolutista, fue indultado y se retiró en 1823 a Almaluez.
Su hijo Fermín Gonzalo estudió con su padre Humanidades y luego filosofía en el Colegio de San Antonio de Sigüenza (1829-1832); allí frecuentó la tertulia liberal de doña Ángela García, y pasó a ser llamado por los levíticos del lugar "El pequeño Voltaire". En 1833 pasó a estudiar leyes en Zaragoza durante dos años y pasó a la Complutense a terminar sus estudios, leyendo las obras de Filangieri, Bentham, Holbach, Volney, Beccaria y Montesquieu.
En ese período hacía gala de liberal exaltado, pero en 1835, nombrado su padre alcalde de Valencia, pasó a esta ciudad y con los diversos desórdenes políticos que fue sufriendo el lugar se fue volviendo moderado. En 1837 falleció su padre y se entregó apasionadamente al estudio hasta dieciséis horas al día durante el año de luto. Fundado el Liceo de Valencia, empezó a dejarse ver en él y frecuentó además la tertulia de Juana Zárraga de Pilón. Con ella aprendió inglés y leyó a los clásicos españoles, en especial Lope de Vega, Calderón y los otros dramaturgos del Siglo de Oro, de forma que llegó a ser bastante erudito en ellos. También leyó y tradujo a poetas románticos franceses (Lamartine, Béranger, Chateaubriand) e ingleses (Moore, Byron). La frecuentó asimismo cuando se trasladó a Madrid, sin que la relación pasara más allá, ya que era hombre casado.
En 1842 empezó a sostenerse en Madrid entregado a los trabajos literarios. Como en el Liceo de Valencia, en el Ateneo de Madrid le encargaron dar lecciones de historia y fue nombrado su primer consiliario. Publicó en la Revista de Madrid de Pedro Pidal y fundó y dirigió la Revista de España y del Extranjero, que se sostuvo durante tres años, dirigiendo él el primero y los restantes Ignacio de Ramón Carbonell, mientras llevaba además la crítica literaria y los artículos administrativos de El Sol, dirigido por sus amigos Nicomedes Pastor Díaz y Antonio Ríos Rosas; dirigió además entre otros periódicos El León Español de Madrid y colaboró en El Iris, El Turia, La Revista de Teatros y El Cid; fue muy sonada su defensa en 1842 del obispo de Canarias, preso por haber preconizado el concordato.
Llegó a ser un importante ideólogo del Partido moderado. En 1843 marchó a Valencia a apoyar la insurrección de Narváez contra Espartero y fue diputado por Valencia en 1843, 1846, 1851 y 1857. No fue un moderado servil, y criticó a su partido al menos desde 1848, empezando a separarse de Narváez y sobre todo de Bravo; esa separación culminó en agosto de 1851, cuando se ganó un proceso por insultos y fue condenado y recluido en diversas cárceles y manicomios. Como fue amigo íntimo del general Ramón María Narváez, una comisión lo rehabilitó en 1853.
Publicó por entregas en El Trono y la Constitución, periódico fundado por él mismo, la polémica novela El cura de aldea (1853), que fue censurada por el obispo de Osma, Vicente Horcos. Contrapone en sus dos libros las vidas de un sacerdote vicioso (libro I) y la de un sacerdote ejemplar (libro II), perseguido sin embargo por su obispo. En 1854 dirigió La Tartana de Valencia. Escribió además seis volúmenes de una Historia de la civilización en España, en la que introduce, al igual que Eugenio de Tapia, el concepto, desarrollado después a fines del siglo XIX por Rafael Altamira, de Historia de la civilización. En 1851 viajó a Londres y sufrió un acceso de locura durante seis meses, en los cuales estuvo encerrado en el manicomio de Kensington, aunque al parecer quiso hacer pasar su ingreso como debido a una intoxicación. Liberado, volvió a España. Fue ateneísta y orador muy apreciado y escribió algunos dramas históricos en prosa formando un ciclo sobre los Austrias. Ingresó en la Unión Liberal y luego participó en el Partido Progresista desde 1863. Ejerció también la crítica literaria en La América. Crónica Hispano-Americana al menos en 1866. Como crítico fue un discípulo culto de Alberto Lista, de sesgo romántico y seguidor de las ideas de los hermanos Schlegel; creía que en teatro clásico del Siglo de Oro estaba delineado por el volkgeist del pueblo español. Falleció en el manicomio de Valencia el 26 de octubre de 1871.

## Obras
- Lecciones de literatura dramática, Madrid, 1839.
- Curso de Historia de la civilización de España: lecciones pronunciadas en el Liceo de Valencia y en el Ateneo de Madrid en los cursos de 1840 y 1841 por el profesor de historia en ambos establecimientos literarios Madrid: Establecimiento Tipográfico, calle del Sordo n. 11, 1841-1846, 6 vols. A partir del t. V tiene el título de Historia de la civilización de España. El t. III se imprimió en el taller de Alegría y Charlain; el IV en el de Marcos Bueno; el V y el VI en el de Francisco Díaz.
- Revista de España y del Estrangero Madrid: Establecimiento Tipográfico, 1842-1844; continuó luego con un cambio de título a Revista de España, de Indias y del Estrangero (1845-1848), 9 vols.
- Ensayo sobre las sociedades antigua y modernas y sobre los gobiernos representativos. Madrid, Imp. de D. Marcos Bueno, 1844.
- Estudios sobre la hacienda y administración de España. Madrid, 1849.
- Colección de obras escritas por Don Fermin Gonzalo Morón, durante su supuesta locura, en Inglaterra, Francia y España Madrid: Imp. á cargo de D. Severiano M. Montero, 1852. Incluye, además de algunos artículos y su autobiografía:
  - El cura de aldea (novela)
  - Los Reyes Católicos, comedia en cinco actos y diez cuadros
  - Los dos monarcas. Comedia en cinco actos y doce cuadros
  - La princesa de Éboli. Comedia en cinco actos y doce cuadros
  - El Duque de Lerma. Comedia en cinco actos y doce cuadros
- Galería de bocetos de Césares y estadistas contemporáneos. El Duque de la Victoria. Valencia, 1856.
- Don Martín Fernández de Navarrete S.l.: s.n., s.a.
- Vida en el monasterio del Yuste del Emperador Carlos V: El Beato Juan de Rivera y la espulsión (sic) de los moriscos. Madrid, s. n., 1859.
- Carta de Fermín Gonzalo Morón a Juan Rico y Amat. Madrid, 14 de enero de 1861 1861
- La elocuencia antigua y moderna ó sea la palabra y la espada. Entrega primera Madrid [s.n.] 1862. Fue la única publicada.
- Cartas a la Duquesa de Medinaceli sobre los oradores más notables de las Cortes Constituyentes. Madrid, García, 1870.
- Obras escogidas Madrid: M. Minuesa, 1875. La edición estuvo al cuidado de uno de sus hijos. Contiene:
  - Historia de la civilización de España
  - Reseña política de España
  - La elocuancia antigua y moderna
  - El filosofismo y el Cristianismo
  - Estudios sobre el teatro antiguo
  - Las antiguas cortes de Castilla y Aragón
  - Bocetos y biografías
  - Misceláneas.